# 公理
公理（こうり、英: axiom）は、その他の命題を導き出すための前提として導入される最も基本的な仮定のことである。
一つの形式体系における議論の前提として置かれる一連の公理の集まりを公理系 (axiomatic system) という
。公理を前提として演繹手続きによって導きだされる命題は定理とよばれる。多くの文脈で「公理」と同じ概念をさすものとして仮定や前提という言葉も並列して用いられている。
公理とは他の結果を導きだすための議論の前提となるべき論理的に定式化された言明であるにすぎず、真実であることが明らかな自明の理が採用されるとは限らない。知の体系の公理化は、いくつかの基本的でよく知られた事柄からその体系の主張が導きだせることを示すためになされることが多い。
ユークリッド原論などの古典的な数学観では、最も自明な前提を公理、それに準じて要請される前提を公準として区別していた。

## 公理の例
以下にいくつかの公理の例を示す。
- 命題 P が成立するなら、命題「PまたはQ」も成立する。
- 2つの点が与えられたとき、その2点を通るような直線を引くことができる（ユークリッド幾何学）。
- 平行でない二つの異なる直線はただ一点で交わる（ユークリッド幾何学）。
- a=b なら、a+c = b+cである（ユークリッド原論を参照）。
- どんな自然数に対しても、その数の「次の」自然数が存在する（ペアノの公理）。
- どんなものも含まないような集合（空集合）が存在する（公理的集合論）。
- 集合 S と条件式 P が与えられたとき、S の元のうち、条件 P(x) を満たすような x だけからなる集合を作ることができる（公理的集合論）。
- すべての集合 x に対して、x ∈ U のようなグロタンディーク宇宙 U が存在する（グロタンディーク宇宙）。

公理にもとづいて証明される命題は定理という。以下に定理の例を示す。
- 2本の平行な線とそれに平行でない一本の直線が成す錯角は等しい（ユークリッド幾何学）。
- 三角形の内角の和は180度である（ユークリッド幾何学）。
- 円周角の定理（ユークリッド幾何学）。

## 歴史
axiomという言葉の語源はギリシャ語のαξιωμα (axioma、価値があり適切と考えられるものあるいはそれ自身明らかなもの)である。公理の概念が明確に記述された現存する文書のうちで最も古いものは、紀元前300年頃にギリシアで書かれたユークリッドの原論である。
原論には以下の5つの公準が挙げられている：
1. 第1公準 ： 点と点を直線で結ぶ事ができる
2. 第2公準 ： 線分は両側に延長して直線にできる
3. 第3公準 ： 1点を中心にして任意の半径の円を描く事ができる
4. 第4公準 ： 全ての直角は等しい（角度である）
5. 第5公準 ： 1つの直線が2つの直線に交わり、同じ側の内角の和が2つの直角より小さいならば、この2つの直線は限りなく延長されると、2つの直角より小さい角のある側において交わる。

やがてこれらの公準は公理として認識されるが、最後の第5公準（平行線公準とも呼ばれる）は他の公準ほど自明ではない。このため平行線公準は公準ではなく、他の4つの公理から導ける定理なのではないかという疑問が生じ（平行線問題）、証明が試みられたがいずれもうまくはいかなかった。
19世紀にガウス、ボヤイ、ロバチェフスキーらによって、最初の4つの公理が成立しかつ平行線公準が成立していないような幾何学の体系（楕円幾何学、双曲幾何学）が構成された事によって平行線問題は否定的に解決された。もし最初の4つの公理から平行線公理が導けるのであればこのような幾何学は存在するはずがなく、よって平行線公準は他の4つの公理からは導けないのである。平行線公理を仮定して展開されるユークリッド幾何学に対し、双曲幾何学のように最初の4つの公理は満たすが平行線公理のみは満たさないような幾何学を非ユークリッド幾何学という。非ユークリッド幾何学の発見により、互いに相容れない前提にもとづく様々な数学の体系がありうる事が認識されるようになった。
20世紀はじめにはヒルベルトを中心とした数学の抽象化・形式化の運動の中で、公理にもとづき理論を展開するという立場が強調された。公理系に求めるべき妥当性として、矛盾が導かれないことや、必ず成立するような命題は全て証明可能であることがあげられる。ヒルベルトは有限のデータによって定まり（有限の立場）このような妥当性を満たす公理系をもとにして数学を展開することを目指した（ヒルベルト・プログラム）。この考え方はハウスドルフらによる位相空間論、ブルバキによる数学の再編成などを通じて20世紀の数学に大きな影響を与えた。しかしゲーデルの不完全性定理によって「普通の数学」(自然数論)を展開できるような公理系では（体系が無矛盾である限り）その無矛盾性を与えられた公理系だけからは証明できないことが示され、ヒルベルトが思い描いた形でのヒルベルト・プログラムは実現不可能であることが明らかになってしまった。

## 公理の形式性
公理にもとづく数学の定式化は、記述の定式化を促し、さらに数学をものの内在的な意味からはなれた形式的な記号の操作だと見なす考え方を導いた。公理とは前提として任意に選ばれた論理式にすぎず、その論理式から単なる記号操作で得られる論理式が定理であるという立場をとる論理学者や数学者もいる。このような考え方にたてば、ユークリッド幾何学における点や直線・平面は、論理式によって指定される性質を満たす限り、抽象的な記号操作の対象にすぎず、現実世界におけるいかなる物体を表しているわけでもないことになる。現実世界における点や直線、平面の形をしたものやそれらの間の関係性を調べることは、ユークリッド幾何学の意味(セマンティックス)を推察する助けにはなるが、公理にもとづく定理の推論（ユークリッド幾何のシンタックス）がそこから直ちに従うわけではないことになる。
このような立場に立てば、「点」、「直線」、「平面」といった言葉の選択はまったく任意なものであり、別の用語を選んだとしてもそれらの間にユークリッド幾何学の関係性を仮定するならばまったくおなじ体系が得られることになる。
このような「公理は論理式にすぎない」という考え方は（しばしば揶揄を込めて）「ビールジョッキ思想」と呼ばれている。上のような置き換えを行うと例えば「2直線は1点で交わる」という命題は「2つの机は1つのビールジョッキで交わる」という、みかけ上全く意味の無い命題になるが満たしている論理式は置き換え前と同じものなので頓着しない。
これは丁度「2(x+y)=2x+2y」という命題の「x」と「y」を「u」と「v」に置き換えて「2(u+v)=2u+2v」としても数式としては差異がないのと似ている。

ビールジョッキ思想で問題となっている言葉・記号の選択の任意性はすでに19世紀の論理学者たちの間で問題になっており、その議論の一端はルイス・キャロルによる『鏡の国のアリス』にも反映されている。『アリス』の登場人物ハンプティ・ダンプティは勝手に新しい単語を作ったり、既存の単語を別の意味に用いたりして主人公のアリスを混乱させる。つまりハンプティ・ダンプティは英語ならぬ「ハンプティ・ダンプティ語」を作ってそれを話しているのである。

## 公理の直観的・歴史的な妥当性
公理系は記号で書かれた論理式の集まりなので、理屈の上では現実世界の観察に基づかない非現実的な公理系のもとに全く無意味な数学理論の体系を構築しても良いことになるが、多くの数学者は現実世界の観察に基づかない非現実的な公理系ではなく、現実世界の観察に基づく公理系を研究の対象にしている。
だがどういう公理系が「直観的歴史的妥当性がある」ものであるのかについては必ずしも数学者全員の合意が得られているとは限らない。例えば直観主義論理の立場では排中律は認められない。排中律とは任意の命題Aに対しA自身かAの否定のどちらかが成立する、という要請で一つのモデルの中では命題の真偽は確定的なものであるという立場の推論規則である。通常の数学では排中律を認めるが、直観主義論理の立場に立った研究者たちは命題の真偽について実際に証明できる手続きが与えられることを要請する。
同様に妥当性が問題になるタイプの公理に集合論の選択公理など無限を取り扱ったものがある。これは「無限個の（空でない）集合の列から一個ずつ元を選ぶことができる」という趣旨の公理である。選択公理は（集合論のそれ以外の公理が矛盾していない限り）矛盾を導かず（ゲーデル）、さらに選択公理の否定からも矛盾が導かれない（コーヘン）ことが知られている。
選択公理を認めることで様々な強力な定理(帰納的順序集合における極大元の存在、ベクトル空間の基底の存在、代数的閉包の存在、従順群上の不変汎関数の存在など)が証明できる。いっぽうで選択公理を認めてしまうと一見直観に反していて逆理であるかのような定理（バナッハ・タルスキの逆理、非可測集合の存在）が成立してしまう。ほとんどの数学者は選択公理を認めた数学体系を研究しているが、おもに数学基礎論の研究において、選択公理を認めない数学の可能性を追求している数学者もいる。